# گارهی فاتح خان
گارهی فاتح خان (پنجابی: ਗੜੀ ਫਤਿਹ ਖਾਂ) روستایی در منطقهٔ شهید باگات سینگ نگار در پنجاب هند است. این روستا در ۳٫۷ کیلومتری لانگرویا و ۱۳٫۴ کیلومتری نوانشهر قرار گرفته است. فاصلهٔ این روستا تا مرکز ایالت پنجاب، چندی‌گر، ۸۷ کیلومتر است. این روستا توسط سرپنچ که نمایندهٔ منتخب مردم روستاست اداره می‌شود.

## آمار
طبق سرشماری سال ۲۰۱۱ هند، در این روستا در سال ۲۰۱۱ میلادی، ۱۷۰ خانه وجود داشت که جمعیت ۸۸۷ نفری را در خود جای می‌داد. از این تعداد ۴۶۷ نفر مرد و ۴۲۰ نفر باقی زن بودند. درصد باسوادان در گارهی فاتح خان با ۸۲٫۳۸٪ باسواد، بیشتر از متوسط ۷۵٫۸۴٪ ایالت است. جمعیت کودکان زیر ۶ سال ۱۲۱ نفر است که ۱۳٫۶۴٪ کل جمعیت روستا را تشکیل می‌دهد. نرخ جنسیت کودکان در این روستا ۱۱۶۱ است که در مقایسه با نرخ ۸۴۶ ایالت پنجاب بسیار بالاتر است. ۲۶۱ نفر از جمعیت این روستا شاغل هستند که از این میان، ۲۳۹ مرد و ۲۲ نفر زن هستند. بر طبق همین آمار، ۹۸٫۸۵٪ از شاغلین، شغلشان را به عنوان شغل اصلی معرفی کردند.

## تحصیلات
گارهی فاتح خان دارای امکانات تحصیل در سطوح ابتدایی و متوسطه است که از سال ۱۹۸۱ میلادی تأسیس شده است. این مدارس بدون تأمین وعدهٔ ناهار هستند.
این مدارس طبق قانون تحصیل رایگان هندوستان، به صورت رایگان به آموزش کودکان بین ۶ تا ۱۴ سال می‌پردازند.
«کالج مهندسی کی‌سی» و «دوبا خالسا تراست» نزدیکترین کالج‌ها به این روستا هستند. مرکز آموزش صنعتی زنان (ITI Nawanshahr) در فاصلهٔ ۱۴ کیلومتری و دانشگاه لاولی پروفشنال در فاصلهٔ ۵۸ کیلومتری این روستا واقع شده است.

## حمل و نقل
ایستگاه راه آهن نوانشهر نزدیکترین ایستگاه قطار به این روستاست. فرودگاه سهنول نزدیکترین فرودگاه داخلی به این روستاست که در فاصلهٔ ۴۵٫۲ کیلومتری از آن قرار دارد. فرودگاه بین‌المللی سری گرو رام داس جی در فاصلهٔ ۱۶۸ کیلومتری این روستا در امریتسار واقع شده است.

## خصوصیات
گارهی فاتح خان ۸۸۷ نفر جمعیت دارد و ۳۵۵ متر (۱٬۱۶۵ پا) بالاتر از سطح دریا واقع شده‌است. زبان رسمی این روستا  زبان پنجابی است.